# Грогу
Гро́гу (англ. Grogu), неформально прозванный как «Малы́ш Йо́да» (англ. Baby Yoda), или просто «Малыш» (англ. Kid) — персонаж оригинального телесериала «Мандалорец».

## Концепция и создание
Грогу принадлежит к той же инопланетной расе, что и магистр-джедай Йода, популярный персонаж оригинальной трилогии и трилогии приквелов франшизы «Звёздные войны», но не является самим Йодой в молодости. Персонаж был задуман создателем сериала «Мандалорец» Джоном Фавро, который желал исследовать тайну происхождения расы Йоды. Малыш снят в основном с использованием аниматроники и кукол, хотя в некоторых сценах использована CGI-графика. Кукла управляется двумя техниками, один из которых управляет глазами и ртом, а другой контролирует другие физические характеристики. Первоначально исполнительные продюсеры Фавро и Дейв Филони сомневались, стоит ли больше полагаться на CGI или на реальные съёмки, но актёр Вернер Херцог убедил их использовать анимированных кукол, даже назвав продюсеров «трусами» за желание использовать CGI. Фавро сказал: «В основном этот персонаж — кукла. Когда используется CGI, мы пытаемся передать движения Малыша максимально естественно, будто бы он находится в нашей реальности. Я думаю, очень частое использование CGI слишком очевидно, когда к параметрам героя не подходят творчески, позволяя ему сохранить свою сущность и шарм».

## Сюжетные линии

### Мандалорец, первый сезон
В первом эпизоде серии титульный охотник за головами-мандалорец (Педро Паскаль) получает высокооплачиваемый заказ от Клиента (Вернер Херцог), таинственного имперского чиновника, чтобы выследить и поймать неопознанную цель возрастом 50 лет в отдалённом и хорошо защищённом лагере. Параллельно заказ на убийство этой же цели получил член гильдии охотников за головами, дроид IG-11 (Тайка Вайтити), в кооперации с которым мандалорец настигает цель, которая выглядит как ребёнок того же вида, что и Магистр Йода, сидящий в антигравитационной люльке. Когда IG-11 пытается убить ребёнка ради награды, мандалорец уничтожает дроида выстрелом в голову и забирает Малыша живым.
В «Главе 2: Дитя» мандалорец вынужден взять задание на убийство грязерога (существа, похожего на носорога). При последнем броске зверя наблюдавший за боем Малыш вдруг использует Силу, чтобы приподнять существо в воздух и дать удивлённому мандалорцу небольшую фору на его убийство. Мандалорец доставляет Малыша Клиенту на Неварро и получает награду.
В «Главе 3: Грех», вопреки своим обычаям, мандалорец спрашивает о планах Клиента относительно Малыша, но получает ответ, что это не его забота. Мандалорец получает новую работу от лидера гильдии охотников за головами, Грифа Карги (Карл Уэзерс), но вместо этого возвращается, чтобы проникнуть на базу Клиента и забрать Малыша, которого изучает доктор Першинг (Омид Абтахи). Убив множество штурмовиков, мандалорец попадает в засаду охотников за головами гильдии во главе с самим Карги, которые требуют, чтобы он передал Малыша за дополнительную награду. Мандалорцу удаётся сбежать, когда неожиданно прибывают другие мандалорцы Племени, нападая на охотников за головами и позволяя ему сбежать с Малышом.
В «Главе 4: Святилище» мандалорец прибывает на малонаселённую планету Сорган, чтобы залечь на дно с Малышом на некоторое время. Он планирует оставить своего подопечного на попечение добрых местных жителей, но когда за Малышом прибывает другой охотник за головами, мандалорец понимает, что деревня не будет в безопасности, и уезжает с ним.
В «Главе 5: Стрелок» его корабль «Лезвие бритвы» оказывается повреждён после драки с другим охотником за головами, и мандалорец вынужден приземлиться в Мос-Эйсли на Татуине для ремонта, оставив корабль и Малыша под присмотром владелицы ремонтной мастерской Пели Мотто (Эми Седарис), которая очарована Малышом. В поисках работы, чтобы заплатить за ремонт, мандалорец присоединяется к начинающему охотнику за головами Торо Каликану (Джейк Каннавале), чтобы захватить элитного наёмного убийцу Феннек Шанд (Минг-На Вен). Узнав, что за мандалорца и Малыша назначена бо́льшая награда, чем за Шанд, Каликан меняет сторону и берёт в заложники Малыша и Мотто. Они оказываются спасены, когда прибывает мандалорец и убивает Каликана с помощью Мотто.
В «Главе 6: Заключённый» мандалорец присоединяется к команде, в задачу которой входит извлечение заключённого из тюремного транспорта Новой Республики. Вынужденный использовать свой корабль для этой работы, мандалорец пытается спрятать Малыша от других, но они его обнаруживают. Малыша оставляют на борту с пилотом-дроидом Зеро (Ричард Айоади), который узнаёт, что за него объявлена награда. Хотя мандалорца предаёт остальная команда, в которую входят некоторые из его бывших соратников, он возвращается на свой корабль вовремя, чтобы помешать Зеро выстрелить в Малыша из бластера.
В «Главе 7: Расчёты» Карга предлагает мандалорцу помочь в освобождении города Наварро от имперских подкреплений в обмен на отмену награды за мандалорца и Малыша. Решив рискнуть, мандалорец нанимает бывшего ударного бойца повстанцев Кару Дюн (Карано), Куилла (Ник Нолти) — фермера и механика из расы угнотов, который помог ему найти Малыша, и IG-11, которого отремонтировал и перепрограммировал Куилл, чтобы помочь ему. Когда Кара и мандалорец соревнуются в армрестлинге, Малыш принимает Кару за врага и начинает душить её Силой, но мандалорец останавливает его. Когда они возвращаются в Наварро, их встречают Карга и двое других охотников за головами. Позже той ночью группа подвергается нападению майноков, которые ранят Каргу. К удивлению всех, Малыш лечит его раны с помощью Силы. На следующий день Карга убивает других охотников за головами и сообщает группе, что он планировал предать их, но передумал, когда Малыш исцелил его. Мандалорец отправляет Куилла вернуть Малыша на его корабль, пока он, Дюна и Карга направляются в город, чтобы убить Клиента во время встречи. Вместо этого Клиента убивает его начальник мофф Гидеон (Джанкарло Эспозито), чьи штурмовики окружают здание. Куилла убивают штурмовики и захватывают Малыша для Гидеона.
В «Главе 8: Расплата» IG-11 спасает Малыша от штурмовиков, а затем возвращается, разрушив неустойчивое положение. Штурмовики атакуют; один из них стреляет из огнемёта, но Малыш отражает пламя Силой на него самого. Мандалорец и его союзники сбегают через канализацию в надежде на помощь других мандалорцев. Их Оружейник (Эмили Суоллоу) поручает мандалорцу заботиться о найдёныше как о собственном ребёнке, выяснить его происхождение и вернуть его своему народу. Мандалорец с Малышом покидают планету, сбежав от Гидеона и его штурмовиков.

### Мандалорец, второй сезон
В «Главе 13: Джедай» мандалорец приводит ребёнка к бывшему джедаю — Асоке Тано (Розарио Доусон), которая, общаясь с ним через Силу, выясняет, что дитя зовут Грогу, он обучался в храме джедаев, когда тот был атакован во время Приказа 66. После атаки на храм Грогу был спрятан для собственной безопасности, и именно поэтому он скрывает свои силы. Но Асока отказывается обучать Грогу из-за его сильной привязанности к мандалорцу, она говорит Дину отвезти малыша в Храм Джедаев на Тайтоне, где он сможет связаться с другим джедаем через Силу, который согласится его обучать.
В «Главе 16: Спасение» Мандалорец садится на корабль Гидеона, чтобы спасти Грогу, которому помогают Кара, Фетт, Феннек, Бо-Катан и Коска Ривз (Мерседес Варнадо). Пока Фетт обеспечивает прикрытие от Раба I, а остальные берут под контроль мостик корабля, Мандалорианец противостоит Гидеону и побеждает его. Когда Гидеон схвачен, а Грогу находится под стражей, Мандалорцу и его союзникам путь к бегству отрезан взводом дроидов Темного Солдата, пока не прибудет Люк Скайуокер, чтобы спасти их, в сопровождении R2-D2. Люк предлагает вырастить и обучить Грогу, и мандалорианин, понимая, что судьба ребёнка — стать джедаем, неохотно позволяет Грогу пойти с Люком. Во время эмоционального прощания мандалорец снимает свой шлем, чтобы Грогу впервые увидел его лицо, и обещает встретиться с ним снова.

### Книга Бобы Фетта
Грогу также фигурирует в сериале «Книга Бобы Фетта». Первое его появление в рамках сериала состоялось в «Главе 6: Из пустынь явился странник», где малыш проходит обучение под руководством Люка Скайуокера и Асоки Тано. Люк помогает ему вспомнить своё прошлое, включая события, связанные с Храмом Джедаев на Корусанте и Приказом 66. Мандалорец прилетает с целью нанести визит Грогу, однако после разговора с Асокой понимает, что не должен вмешиваться в процесс его обучения, и улетает на Татуин, но пред этим просит передать свой подарок: кольчугу из бескара, выкованную Оружейником. Люк решает предоставить Грогу право выбора своей судьбы: если тот возьмёт кольчугу, то завершит своё обучение и вернётся к Джарину, но если выберет световой меч магистра Йоды, то сможет и дальше учиться быть джедаем под руководством Скайуокера. В «Главе 7: Во имя чести» становится известно, что Грогу выбрал кольчугу и вернулся к Мандалорцу.

## Приём публикой и влияние
Малыш был хорошо принят среди фанатов. Вскоре он стал популярным интернет-мемом и прорывным персонажем. «The Guardian» назвал его «самым большим новым персонажем 2019 года», а многие приписали Малышу ключевую роль в успехе сериала. Коренные народы в Соединённых Штатах и Канаде восприняли Малыша как представителя другого коренного народа и используют этого персонажа в искусстве и мемах.
В декабре 2019 года в журнале «Time» вышла статья о генеральном директоре компании «Уолт Дисней» Роберте Айгере, в которой он назван «предпринимателем года»; в ней фигурирует его рисунок Малыша. Персонажа также спародировали в эпизоде «Южного парка» «Обычное кабельное» в декабре 2019 года.

## Товарный оборот
В попытке сохранить информацию о персонаже в тайне до показа сериала производство товаров с Малышом было приостановлено. В результате многие нелицензионные продукты были созданы и проданы через Интернет. Официальные товары, относящиеся к персонажу, как ожидается, будут выпущены весной 2020 года. Первые два предмета — это 10-дюймовая «Funko» «POP!»-статуэтка и 11-дюймовая мягкая игрушка от «Mattel».